# Noora Noor
Noora Noor (8 de Julho de 1979) é uma cantora e compositora Somali-Norueguesa de neo soul.

## Biografia
Noora cresceu nos Emirados Árabes Unidos, de onde partiu para a Noruega aos 9 anos de idade com sua família como refugiada política. Seu pai era da Somália e sua mãe, do Yemen. Noora tem sido conhecida como a Rainha do Soul Norueguês desde que, aos 15 anos, assinou contrato com a Warner Music.
Noora tem um forte compromisso com o trabalho humanitário. Entre outros projetos, foi embaixadora da Ajuda Popular da Noruega e fez trabalhos para a organização humanitária CARE.

## Carreira
Começou sua carreira cedo, fazendo apresentações locais ainda aos 8 anos de idade. Tornou-se conhecida na Noruega em 1999, após o lançamento de seu primeiro álbum, Curious, especialmente com a música "Need You", composta por Noora e Tor Erik Hermansen, da Stargate (equipe de produção). O sucesso de Curious também lançou a Stargate como produtora internacional de R&B e Soul. Em 2000, ganhou o prêmio de artista feminina do ano no Hit Awards.
Em 2002, Noora foi diagnosticada com tuberculose. Após muitos meses isolada no hospital, foi curada. Somente em 2004 lançou seu segundo álbum, All I Am, que foi produzido em parte na Inglaterra, parte nos Estados Unidos. O álbum inclui mais canções próprias, escritas em colaboração com compositores britânicos e americanos.
Seu álbum mais recente, Soul Deep, foi lançado na Noruega em 2009 com Kid Andersen e foi gravado na Califórnia com músicos do blues e do soul local, assim como membros do Little Charlie & The Nightcats. O álbum foi lançado internacionalmente em 2010.
Noora Noor tem feito colaborações com vários artistas como MadCon, Mike Scott (Waterboys), Jojo Pelegrino, entre outros. Também participou do musical Jesus Christ Superstar, interpretando Maria Madalena.